# 索马里联邦议会
索马里联邦议会（索马里语：Golaha Shacabka Soomaaliya，常写作Baarlamaanka Federaalka Soomaaliya；阿拉伯语：‎）是索马里的国家立法机关。索马里联邦议会实行两院制，由參议院和人民院组成。参议院有54名议员，现任参议院议长是阿卜迪·哈希·阿卜杜拉希。人民院有275名议员。现任人民院议长是穆罕默德·穆萨尔·谢赫·阿卜迪拉曼。每届议员任期4年。

## 历史
第一屆的275名議員由135名世襲酋長提名，並需得到「技術甄選委員會」審查和確認後始可上任。第一批211名議員於2012年8月20日在首都摩加迪沙宣誓就職。
參議院则直至2015年仍未成功組建。2016年1月，索馬里政府決定於該年內舉行聯邦議會兩院選舉。2016年12月27日，新一屆議會兩院共284名議員宣誓就任，另有部分議員缺席或未選出。